# Joaquín Sanchis Serrano
Joaquín Sanchis Serrano, més conegut com Finezas (Antella, 1889 - València, 1957) va ser un fotògraf que va desenvolupar la seua activitat principalment a València.
Va ser el primer d'una coneguda família de fotògrafs valencians, ocupació que continuarà el seu fill Manuel (Finezas II) i més tard el seu net José Manuel (Finezas III).
Des de jove va freqüentar el món del bou, actuant com a mosso d'estocs, gràcies al seu germà Pepe, que era joneguer. Així va conéixer el torero Manuel Granero, amb qui inicià una amistat fins a sa mort. D'aquesta època li ve el malnom de Finezas, per la seua fina elegància i els seus bons modals. Arran de la mort del torero, va començar a realitzar reportatges gràfics taurins, com les instantànies que va prendre de Manolete. Posteriorment va passar a ser reporter gràfic general, i el seu treball va abraçar temàtiques més àmplies.
Durant la Guerra Civil, va recollir una sèrie d'imatges per encàrrec del sindicat CNT. Al voltant de mil negatius s'han conservat, els quals representen un testimoni excepcional de la vida quotidiana de rereguarda en la València republicana.